# Нанду малий
Нанду малий або нанду Дарвіна (Rhea pennata) — нелітаючий південноамериканський птах, менший з двох сучасних видів нандуподібних (Rheiformes). Нанду Дарвіна поширений на плато Альтіплано і в Патагонії.
На початок ХХІ сторіччя серед орнітологів немає єдиної думки з приводу родової приналежності малого нанду, одні дослідники включають його разом зі звичайним нанду в рід Rhea, інші виокремлюють в окремий монотипний рід Pterochnemia G. R. Grey,, 1871.

## Зовнішній вигляд
У нанду Дарвіна сіре або сіро-коричневе оперення. З висотою спини 90 см він менше, ніж звичайний нанду (Rhea Americana). Його вага становить від 15 до 25 кг. Від великого нанду він відрізняється крім того білими плямами на оперенні спини. У самців вони більш виражені, ніж у самок, а у молодих птахів повністю відсутні.

## Поширення
Існують два географічно ізольованих один від одного фрагмента ареалу нанду. Більший охоплює південь Аргентини - Патагонію і південні Анди. Другий фрагмент ареалу нанду розташований на північніше, в областях прикордонних Болівії і Чилі, у високогірних Андах.
Незважаючи на те, що ареали дарвинових нанду і великих нанду перетинаються, обидва види воліють різні місцеперебування. В зустрічається Нанду Дарвіном степовій місцевості, в якій ростуть лише чагарники, і в якій його великий родичі не мешкає. Також він живе на високогірних плато в Андах на висоті від 3500 до 4500 м. У Патагонії він зустрічається аж до прохолодних помірних зон до самого південного кінця континенту. Після того, як людина ввіз його в 1936 на Вогняну Землю, він прижився і там.

## Поведінка
Багато в чому нанду Дарвіна не відрізняється від великого нанду. Спосіб життя обох видів дуже схожий. Пристосувавшись до чагарникової місцевості, нанду Дарвіна бігає з горизонтально витягнутою вперед головою і притиснутими до тіла крилами, щоб йому не заважала рослинність.

## Підвиди
Поряд з основним підвидом (Rhea pennata pennata) існує два ізольованих географічно підвиди в Середніх Андах у прикордонних регіонах Перу, Болівії, Аргентини і Чилі:
- Rhea pennata pennata (Orbigny, 1834) — нанду Дарвіна. Розповсюджений в Патагонських степах Аргентини і Чилі.[4]
- Rhea pennata tarapacensis (Chubb, 1913) (= Rhea tarapacensis[5]) — нанду пуни. Розповсюджений в пуні північного Чилі від Аріка і Парінакота до Антофагаста[6]
- Rhea pennata garleppi (Chubb, 1913) — гірський нанду. Розповсюджений в пуні на південному сході Перу, на південному — заході Болівії і північно-західній частині Аргентини.[7]

На думку деяких фахівців, обидва підвиди є окремим видом (Pterocnemia tarapacensis). Вони забарвлені більше у сірий колір, ніж в коричневий і виявляють менш виражену лускатість лап.